# Seleção Uruguaia de Rugby Union
A Seleção Uruguaia de Rugby Union é a seleção que representa o Uruguai no rugby union mundial. É composta, em sua maioria, por jogadores amadores, mas já existem alguns uruguaios atuando no rugby union profissional europeu. Seus jogadores são apelidados de Los Teros ("os quero-queros"), pássaro comum do país e presente no distintivo. Inicialmente, a ave era outra, o uru, para coincidir com o órgão responsável pelo esporte no país, a Unión de Rugby del Uruguay (U.R.U.).
O Uruguai é tradicionalmente a segunda maior força do rugby union sul-americano, depois da Argentina (Los Pumas). Só os uruguaios, como os argentinos, também já foram campeões do Sul-Americano de Rugby Union. Os dois países também são os únicos da América do Sul que já conseguiram classificar-se à Copa do Mundo de Rugby Union. O jogador mais velho da história das Copas do Mundo deste esporte é uruguaio: Diego Ormaechea, que atuou com 40 anos de idade na edição de 1999, a primeira do Uruguai.

## Origens
O esporte começou a ser praticado no país em meados do século XIX, pelo pioneiro Montevideo Cricket Club, que é reconhecido como mais antigo clube de rugby da América do Sul e o oitavo mais antigo do mundo. O Montevideo Cricket, pioneiro também no futebol uruguaio, chegou a ser convidado para participar do torneio da Unión de Rugby de Buenos Aires, criado em 1899. Em 1945, foi novamente convidado pelos argentinos para disputar o primeiro campeonato provincial de rugby no país vizinho. Somente em 1950 é que ocorreu o primeiro jogo de rugby entre dois clubes uruguaios, contra o Carrasco Polo Club. No ano seguinte é que a U.R.U. foi institucionalizada, com seu primeiro presidente sendo Charlie Cat, sócio do Montevideo Cricket.

## Uniforme
Historicamente, seu uniforme consiste em camisa celeste com golas brancas e detalhes na manga também em branco, calça branca e meias celestes. No início da década de 1970, foram mais usadas calças e meias na cor preta, utilizada também nos detalhes na camisa que antes eram em branco, mudanças que voltaram a ser efetivadas a partir de 1995 até hoje.

## Campeonatos
Los Teros já venceram alguns campeonatos de menor expressão, incluindo alguns torneios na categoria seven a side e o Sul-Americano de 1981. Foi a edição que não contou com participação da Argentina, a seleção dominante do rugby union no continente e que venceu todas as demais 33 edições - os argentinos resolveram não participar pois na mesma época receberiam pela primeira vez a visita da seleção inglesa. Na campanha, o Uruguai venceu o Paraguai por 54-14, o Brasil por 77-0 e o Chile por 33-3.

## Jogadores
O Uruguai teve duas aparições em Copa do Mundo, nos mundiais de 1999 e 2003. Em ambas, foi eliminado na primeira fase e venceu apenas um jogo. O personagem uruguaio principal nos torneios foi o oitavo Diego Ormaechea, que no primeiro, aos 40 anos de idade, tornou-se o mais velho jogador, estreante, capitão e marcador de try da história da competição; e, no segundo, foi o técnico do selecionado. Ormaechea era o único remanescente do único título sul-americano dos Teros, em 1981, embora, ainda muito jovem, só tenha sido titular em um dos três jogos, contra o Brasil (77-0, com dois tries dele).
Outros jogadores célebres são o ponta Roberto Canessa, que atuou entre 1971-79 pela seleção, Gustavo Zerbino (que atuou como ponta, centro e asa), que competiu nos Sul-Americanos de 1973 e 1977, e o pilar Antonio Vizintín, que competiu no de 1975 e no vitorioso de 1981. Os três eram integrantes do time Old Christians Club que sobreviveram à queda do Voo Força Aérea Uruguaia 571 nos Andes, em 1972, tragédia cujas condições impuseram aos sobreviventes a prática de canibalismo. Canessa foi um dos dois sobreviventes que se resolveram se arriscar a caminhar pelas montanhas até encontrar ajuda, o que conseguiram após dez dias. Palestrante motivacional, ele tornou-se em 1980 o único uruguaio incluído na primeira convocação dos Jaguares, a seleção da América do Sul utilizada para excursões à África do Sul na década de 1980.

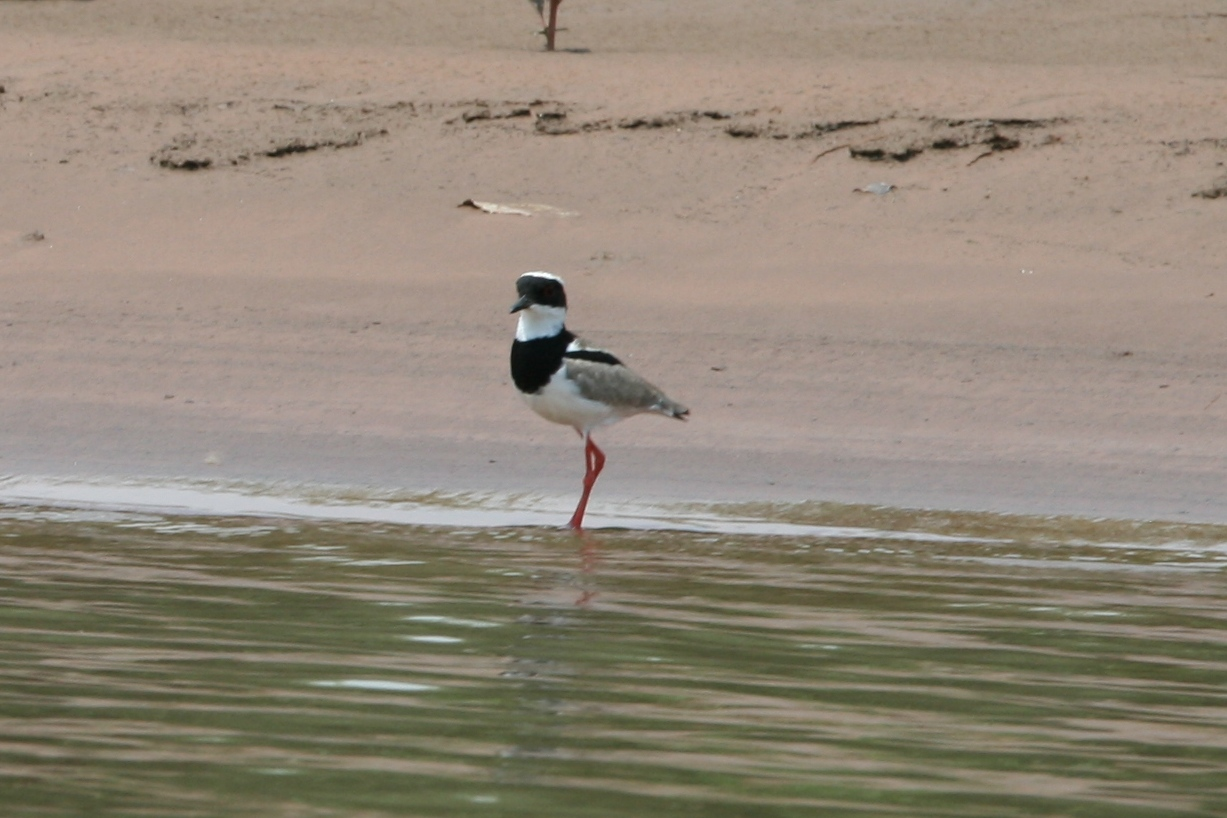
O quero-quero (tero, em espanhol) é o animal que representa a equipe uruguaia.

## Desempenho em Copas do Mundo
| Ano  | Desempenho       | Jogos | Vitória | Empate | Derrota                                 |
| ---- | ---------------- | ----- | ------- | ------ | --------------------------------------- |
| 1987 | Não participou   |       |         |        |                                         |
| 1991 | Não Classificado |       |         |        |                                         |
| 1995 | Não Classificado |       |         |        |                                         |
| 1999 | Primeira fase    | 3     | Espanha |        | África do Sul Escócia                   |
| 2003 | Primeira fase    | 4     | Geórgia |        | Inglaterra África do Sul Samoa          |
| 2007 | Não Classificado |       |         |        |                                         |
| 2011 | Não Classificado |       |         |        |                                         |
| 2015 | Primeira fase    | 4     |         |        | País de Gales Austrália Fiji Inglaterra |
| 2019 | Classificado     |       |         |        |                                         |